# Juha Tapio
Juha Leevi Antero Tapio, född den 5 februari 1974 i Vasa, är en finsk sångare, låtskrivare, kompositör och gitarrist. Juha Tapios första band spelade för första gången rockmusik i Ylistara, som 13-åring. Hans två första album var gospelmusik, nästa fem var popmusik. Hans album Mitä silmät eivät nää  har sålt guld och albumet Kaunis ihminen sålt platina. 
Under 2007 var Juha Tapio och musikalartisten Maria Ylipää utvalda till kyrkans utlandshjälp. 
Juha Tapio vann år 2009 priset för bästa sångare på Emmagalan.
Tapio är bosatt i Tusby. Han är gift med Raija Mattila och han har två söner.